# Polnische Badmintonmeisterschaft 1987
Die Polnische Badmintonmeisterschaft 1987 fand vom 30. Januar bis zum 1. Februar 1987 in Lublin statt. Es war die 23. Austragung der Titelkämpfe.

## Medaillengewinner
| Disziplin    | Gold                                                                      | Silber                                                                     | Bronze |
| ------------ | ------------------------------------------------------------------------- | -------------------------------------------------------------------------- | --- |
| Herreneinzel | Jerzy Dołhan (Technik Głubczyce)                                          | Grzegorz Olchowik (Technik Głubczyce)                                      | Jacek Hankiewicz (Kolejarz Katowice) Stanisław Rosko (Technik Głubczyce)                                                                      |
| Dameneinzel  | Bożena Haracz (Technik Głubczyce)                                         | Bożena Siemieniec (Technik Głubczyce)                                      | Zofia Żółtańska (Technik Głubczyce) Elżbieta Grzybek (Kolejarz Katowice)                                                                      |
| Herrendoppel | Jerzy Dołhan (Technik Głubczyce) Grzegorz Olchowik (Technik Głubczyce)    | Jarosław Bąk (Technik Głubczyce) Marek Bujak (Technik Głubczyce)           | Jacek Hankiewicz (Kolejarz Katowice) Piotr Rduch (Unia Bieruń Stary) Kazimierz Ciuryś (Technik Głubczyce) Stanisław Rosko (Technik Głubczyce) |
| Damendoppel  | Bożena Siemieniec (Technik Głubczyce) Zofia Żółtańska (Technik Głubczyce) | Katarzyna Krasowska (Technik Głubczyce) Marzena Masiuk (Technik Głubczyce) | Elżbieta Grzybek (Kolejarz Katowice) Karolina Piątek (Unia Bieruń Stary) Bożena Haracz (Technik Głubczyce) Barbara Zimna (Technik Głubczyce)  |
| Mixed        | Jerzy Dołhan (Technik Głubczyce) Bożena Haracz (Technik Głubczyce)        | Jacek Hankiewicz (Kolejarz Katowice) Zofia Żółtańska (Technik Głubczyce)   | Marek Bujak (Technik Głubczyce) Marzena Masiuk (Technik Głubczyce) Kazimierz Ciuryś (Technik Głubczyce) Bożena Siemieniec (Technik Głubczyce) |